# 贝尔施泰特 (基夫霍伊瑟县)
贝尔施泰特是德国图林根州的一个市镇。总面积4.77平方公里，总人口170人，其中男性91人，女性79人（2011年12月31日），人口密度36人/平方公里。